# Mon amour venu des étoiles
Mon amour venu des étoiles (hangeul : 별에서 온 그대, RR : Byeoreseo on geudae ; aussi connu comme : My Love from the Star) est une série télévisée sud-coréenne diffusée en 2013-2014 sur SBS,,. Elle est interprétée par Kim Soo-hyun et Jun Ji-hyun dans les rôles principaux. La série a connu un grand succès en Corée et en Chine,.

## Distribution

### Acteurs principaux
- Jun Ji-hyun : Cheon Song-yi
- Kim Soo-hyun : Do Min-joon
- Park Hae-jin : Lee Hwi-kyung
- Yoo In-na : Yoo Sae-mi

### Acteurs secondaires
- Shin Sung-rok : Lee Jae-kyung, le frère aîné de Hwi-kyung, l'héritier du groupe S&C
- Kim Chang-wan : Jang Young-mok, l'avocat de Min-joon
- Ahn Jae-hyun : Cheon Yoon-jae, le frère cadet de Song-yi
- Na Young-hee : Yang Mi-yeon, la mère de Song-yi
- Oh Sang-jin : Yoo Seok, le frère aîné de Se-mi
- Kim Hee-won : Park Byung-hee, détective
- Jo Hee-bong : Président Ahn, chef de la direction de l'agence de talent de Song-yi
- Kim Kang-hyun : Yoon Beom, le gestionnaire de Song-yi
- Kim Bo-mi : Min-ah, le styliste de Song-yi
- Lee Jung-gil : Lee Beom-joong, le père de Hwi-kyung / le président de S&C Group
- Lee Il-hwa : Han Sun-young, la mère de Se-mi
- Sung Byung-sook : Hong Eun-ah, la mère de Hwi-kyung
- Uhm Hyo-seop : Cheon Min-goo, le père de Song-yi
- Lee Yi-kyung : le secrétaire de Lee Jae-kyung
- Jo Se-ho : Chul-soo, client du magasin de bande dessinée / voisin chômeur 1
- Nam Chang-hee : Hyuk, client du magasin de bande dessinée / voisin chômeur 2
- Hong Jin-kyung : Président Hong, le vieil ami de Cheon Song-yi
- Jo Seung-hyun : Lee Hwi-kyung (jeune)
- Kim Hyeon-soo : Cheon Song-yi (jeune) / Yi-hwa
- Kim Hye-won : Yoo Se-mi (jeune)
- Jeon Jin-seo : Cheon Yoon-jae (jeune)

### Invités et caméos
- Yoo In-young : Han Yoo-ra (épisodes 2~4)
- Yoo Jun-sang : M. Yoo (épisodes 2~3)
- Serri : jeune actrice 1 (épisode 3)
- Subin : jeune actrice 2 (épisode 3)
- Jeon In-taek : le père d'Yi-hwa (épisode 4)
- Lee Geum-joo : la mère d'Yi-hwa (épisode 4)
- Jang Hang-joon : réalisateur (épisode 4)
- Kim Saeng-min : journaliste au mariage de Noh Seo-young (épisode 4)
- Park Jeong-ah : Noh Seo-young (épisode 4)
- Son Eun-seo : Hwang Jini (épisode 4)
- Kim Su-ro : Lee Hyung-wook (épisode 5)
- Jung Eun-pyo : Yoon Sung-dong (épisode 6) / descendant de Yoon Sung-dong (épisode 12)
- Park Yeong-gyu : Heo Jun (épisode 11)
- Bae Suzy : Go Hye-mi (épisode 17)
- Yeon Woo-jin : Lee Han-kyung (épisode 18)
- Ryu Seung-ryong : Heo Gyun (épisode 19)
- Sandara Park : top actrice (épisode 21)
- Kim Won-jun : l'escorte de Sandara sur le tapis rouge (épisode 21)

## Diffusion internationale
| Pays                         | Chaîne                  | Titre                 | Premier épisode  | Dernier épisode |
| ---------------------------- | ----------------------- | --------------------- | ---------------- | --------------- |
| Corée du Sud                 | SBS                     | 별에서 온 그대        | 18 décembre 2013 | 27 février 2014 |
| Philippines                  | GMA Network             | My Love from the Star | 21 avril 2014    | 30 juin 2014    |
| Chine                        | TeleAsia Chinese        | 來自星星的你          | 2014             | 2014            |
| République de Chine (Taïwan) | Videoland Drama Channel | 來自星星的你          | 5 mai 2014       |                 |
| République de Chine (Taïwan) | CTV                     | 來自星星的你          | 30 mai 2014      |                 |
| Hong Kong                    | TVB Drama 1             | 來自星星的你          | 27 avril 2014    | 13 juillet 2014 |
| Malaisie                     | ONE TV ASIA             | My Love from the Star | 2014             |                 |
| Singapour                    | ONE TV ASIA             | My Love from the Star | 2014             |                 |
| Indonésie                    | ONE TV ASIA             | My Love from the Star | 2014             |                 |
| Japon                        | LaLaTV                  | 星から来たあなた      | 25 mai 2014      |                 |

## Audiences
| Numéro de l'épisode | Date de diffusion | Part d'audience moyenne | Part d'audience moyenne     | Part d'audience moyenne | Part d'audience moyenne     |
| Numéro de l'épisode | Date de diffusion | TNmS                    | TNmS                        | AGB Nielsen             | AGB Nielsen                 |
| Numéro de l'épisode | Date de diffusion | Tout le pays            | Région de la capitale Séoul | Tout le pays            | Région de la capitale Séoul |
| ------------------- | ----------------- | ----------------------- | --------------------------- | ----------------------- | --------------------------- |
| 1                   | 18 décembre 2013  | 15.5%                   | 19,1 %                      | 15.6%                   | 17.0%                       |
| 2                   | 19 décembre 2013  | 15,9 %                  | 18.5%                       | 18,3 %                  | 20,5 %                      |
| 3                   | 25 décembre 2013  | 17,2 %                  | 20,4 %                      | 19,4 %                  | 21,0 %                      |
| 4                   | 26 décembre 2013  | 18,4 %                  | 20,8 %                      | 20,1 %                  | 22,1 %                      |
| 5                   | 1er janvier 2014  | 21,0 %                  | 24,8 %                      | 22,3 %                  | 25,3 %                      |
| 6                   | 2 janvier 2014    | 22,8 %                  | 28,2 %                      | 24,6 %                  | 27,8 %                      |
| 7                   | 8 janvier 2014    | 22,1 %                  | 27,0 %                      | 24,1 %                  | 26,6 %                      |
| 8                   | 9 janvier 2014    | 22,9 %                  | 29,1 %                      | 24,4 %                  | 27,4 %                      |
| 9                   | 15 janvier 2014   | 21,8 %                  | 26,2 %                      | 23,1 %                  | 25,4 %                      |
| 10                  | 16 janvier 2014   | 22,7 %                  | 28,3 %                      | 24,4 %                  | 27,1 %                      |
| 11                  | 22 janvier 2014   | 23,3 %                  | 28,1 %                      | 24,5 %                  | 26,8 %                      |
| 12                  | 23 janvier 2014   | 24,6 %                  | 29,0 %                      | 26,4 %                  | 28,2 %                      |
| 13                  | 29 janvier 2014   | 24,3 %                  | 27,5 %                      | 24,8 %                  | 26,1 %                      |
| 14                  | 5 février 2014    | 25,1 %                  | 30,7 %                      | 25,7 %                  | 27,8 %                      |
| 15                  | 6 février 2014    | 24,5 %                  | 28,7 %                      | 25,9 %                  | 27,7 %                      |
| 16                  | 12 février 2014   | 23,3 %                  | 28,0 %                      | 25,7 %                  | 28,1 %                      |
| 17                  | 13 février 2014   | 25,6 %                  | 29,8 %                      | 27,0 %                  | 29,5 %                      |
| 18                  | 19 février 2014   | 25,9 %                  | 30,8 %                      | 27,4 %                  | 29.9%                       |
| 19                  | 20 février 2014   | 26,0 %                  | 29,9 %                      | 26,7 %                  | 29,1 %                      |
| 20                  | 26 février 2014   | 24,5 %                  | 29,3 %                      | 26,0 %                  | 28,0 %                      |
| 21                  | 27 février 2014   | 28.1%                   | 33.2%                       | 28.1%                   | 29,6 %                      |
| Moyenne             | Moyenne           | 22.64%                  | 27.02%                      | 24.02%                  | 26.24%                      |
| Spécial             | 7 février 2014    | 8,2 %                   | 9,4 %                       | 10,0 %                  | 11,5 %                      |

## Bande-originale

### Disque 1
1. "My Destiny" - Lyn
2. "별처럼" (Like a Star) - K.Will
3. "별에서 온 그대" (My Love from the Star) - Younha
4. "안녕" (Hello / Goodbye) - Hyorin
5. "I Love You" - JUST
6. "오늘 같은 눈물이" (Tears Like Today) - Huh Gak
7. "너의 모든 순간" (Every Moment of Yours) - Sung Si-kyung
8. "너의 집 앞" (In Front of Your House) - Kim Soo-hyun
9. "너의 모든 순간 (Versione piano)" (Every Moment of Yours (version pour piano)) - Sung Si-kyung

### Disque 2
1. "Man From Star (Titre d'ouverture)"
2. "Back to the Present"
3. "Cliff Tension"
4. "Star Bach Comic"
5. "Dark Fantasy"
6. "Past Love"
7. "Star Comic Pizzicato"
8. "Dream Scenery I"
9. "Dream Scenery II"
10. "Mocha Comic Tension"
11. "Tears In Minute"
12. "Missing You"
13. "Beethoven Revolution"
14. "Killing Tension I"
15. "Killing Tension II"
16. "Welcome to Earth"
17. "Stars Comic Tension"
18. "Waltz With Star"
19. "Stars Love Mambo"
20. "Space Love"
21. "Run Away (Thème fermeture)"

### Spécial
1. "약속" (Promise) - Kim Soo-hyun

## Prix et nominations
| Année | Prix                      | Catégorie                      | Bénéficiaire               | Résultat   |
| ----- | ------------------------- | ------------------------------ | -------------------------- | ---------- |
| 2014  | 50th Baeksang Arts Awards | Acteur le plus populaire (TV)  | Kim Soo-hyun               | Lauréat    |
| 2014  | 50th Baeksang Arts Awards | Acteur le plus populaire (TV)  | Park Hae-jin               | Nomination |
| 2014  | 50th Baeksang Arts Awards | Actrice la plus populaire (TV) | Jun Ji-hyun                | Nomination |
| 2014  | 50th Baeksang Arts Awards | Grand Prix TV)                 | Jun Ji-hyun                | Nomination |
| 2014  | 50th Baeksang Arts Awards | Meilleur OST                   | "My Destiny" par Lyn       | Lauréat    |
| 2014  | 50th Baeksang Arts Awards | Meilleur scénario (TV)         | Park Ji-eun                | Nomination |
| 2014  | 50th Baeksang Arts Awards | Meilleur acteur (TV)           | Kim Soo-hyun               | Nomination |
| 2014  | 50th Baeksang Arts Awards | Meilleure actrice (TV)         | Jun Ji-hyun                | Nomination |
| 2014  | 50th Baeksang Arts Awards | Meilleur réalisateur (TV)      | Jang Tae-yoo               | Nomination |
| 2014  | 50th Baeksang Arts Awards | Meilleure série télévisée      | Mon amour venu des étoiles | Nomination |

## Versions
- My Love from the Star (GMA Network, 2017)
- My Love from the Star (Channel 3, 2019)

### Sources
- (en) Cet article est partiellement ou en totalité issu de l’article de Wikipédia en anglais intitulé « My Love from the Star » (voir la liste des auteurs).

- (ko) Cet article est partiellement ou en totalité issu de l’article de Wikipédia en coréen intitulé « 별에서 온 그대 » (voir la liste des auteurs).